# Hudson Mohawke
 (août 2014).
Si vous disposez d'ouvrages ou d'articles de référence ou si vous connaissez des sites web de qualité traitant du thème abordé ici, merci de compléter l'article en donnant les références utiles à sa vérifiabilité et en les liant à la section « Notes et références ».
Ross Birchard, dont le nom de scène est Hudson Mohawke (parfois stylisé Hud5on Moh4wk3), né le 11 février 1986, est un DJ producteur écossais de musique électronique de Glasgow. Il est affilié au collectif LuckyMe. Son premier album Butter sort en octobre 2009. Mohawke fait partie du duo de DJ de trap, TNGHT, avec le DJ canadien Lunice.

## Discographie

### Albums studio
- 2009 - Butter (Warp)
- 2015 - Lantern (Warp)
- 2016 - Ded Sec - Watch Dogs 2 (Warp)
- 2022 - Cry Sugar (Warp)

### Compilations
- 2020 - B.B.H.E. (Warp)
- 2020 - Poom Gems (Warp)
- 2020 - Airborne Lard (Warp)

### EP
- 2009 - Polyfolk Dance (Warp)
- 2011 - Satin Panthers (Warp)
- 2014 - Chimes (Warp)

## Campagne publicitaire
En 2014, l'un des titres de Hudson Mohawke est utilisé dans une publicité pour le MacBook Air d'Apple.
En 2015, l'un des titres est utilisé dans une publicité Puma X Snoop Dogg.

## Jeux vidéo
- Sleeping Dogs
- Watch Dogs 2
- DiRT 3
- DiRT 4
- GTA5